# Voyage au bout de la Terre
Pour les articles homonymes, voir Amundsen.
Pour plus de détails, voir Fiche technique et Distribution.
Voyage au bout de la Terre  (Amundsen) est un film historique et biographique norvégien réalisé par Espen Sandberg et sorti en 2019.
Le film, distribué en Norvège par SF Studios, détaille la vie de l'explorateur norvégien Roald Amundsen.

## Synopsis
Volant dans une tempête arctique, l'avion du vieux Roald Amundsen s'écrase. En attendant des nouvelles alors que le monde suppose qu'il est mort, son frère Leon (no) raconte l'histoire de la vie de l'explorateur à Bess Magids, l'amante de Roald qu'il avait connue en Alaska.
Enfants, Roald et Leon sont attirés par les pôles inconnus qu'ils contemplent sur leur globe. Jeunes hommes, ils sont les pionniers d'une route à travers le passage du Nord-Ouest. Malgré ses exploits, plusieurs explorateurs méprisent Roald pour son respect envers les Inuits. Robert Falcon Scott le félicite brièvement, mais préfère discuter avec des politiciens.
Les Amundsen décident de se joindre à la course au pôle Nord, obtenant un financement en promettant de donner la priorité à la science plutôt qu'à la vitesse. La nouvelle arrive que Frederick Cook a atteint le pôle, une affirmation non prouvée qui consterne néanmoins Roald. Il décide alors de se diriger vers le pôle Sud, mais garde le nouveau plan secret. Alors qu'il met les voiles, il révèle la vérité à son équipage qui tous soutiennent le changement. Une lettre est remise au roi déclarant qu'il finira par tenir son expédition scientifique promise dans le Nord.
En Antarctique, Amundsen licencie certains membres de son équipage qui pensent que sa poussée incessante est imprudente. Les autres réussissent à atteindre le pôle, où ils plantent un drapeau norvégien et laissent un mot courtois à Scott.
De retour en Europe, les Anglais vantent l'héroïsme du défunt Scott tandis qu'Amundsen est considéré comme étant un escroc peu courtois. Il est mieux accueilli en Norvège, mais sa nouvelle vie paisible avec son amante Kiss Bennett est perturbée lorsqu'il apprend qu'il doit tenir sa promesse de naviguer jusqu'au pôle Nord en dérivant sur les glaces.
Trois ans après le début de la mission prévue de cinq ans, Amundsen abandonne ses coéquipiers et se rend en Alaska. Sa nouvelle passion est de voler vers le pôle, une entreprise chimérique et coûteuse qui enrage son frère. Finalement, son avion s'écrase, bouclant apparemment la boucle.
Amundsen et ses copilotes construisent une piste de fortune et parviennent à retourner en Norvège, au soulagement de Leon et Bess, où ils sont acclamés. Il refuse de se réconcilier avec Leon et fait sa demande à Bess qui n'accepte de l'épouser qu'après avoir atteint le pôle Nord, ce qu'il accomplit finalement à bord du Norge d'Umberto Nobile.
Il publie une autobiographie non diplomatique qui aliène davantage ses partisans. Désespéré de sauver sa réputation, il entreprend de sauver Nobile, dont le dirigeable s'est écrasé dans une tempête. L'avion d'Amundsen s'écrase et il est révélé qu'il s'agit de l'accident réellement représenté dans la scène d'ouverture. Sachant que cette fois Roald doit être mort, Leon brise le globe qu'ils avaient admiré dans leur enfance.

## Fiche technique
- Titre original : Amundsen
- Titre français : Voyage au bout de la Terre
- Réalisation : Espen Sandberg
- Scénario : Ravn Lanesskog
- Photographie : Pål Ulvik Rokseth
- Montage : Perry Eriksen
- Musique : Johan Söderqvist
- Costumes : Michaela Horejsí
- Production : Espen Horn
- Pays de production : Norvège
- Langue originale : norvégien
- Format : couleur
- Genre : historique
- Durée : 125 minutes
- Dates de sortie :
  - Norvège : 15 février 2019

## Distribution
- Pål Sverre Hagen :  Roald Amundsen
- Katherine Waterston : Bess Magids
- Christian Rubeck : Leon Amundsen (no)
- Ruby Dagnall : Aline Amundsen
- Trond Espen Seim : Fridtjof Nansen
- Mads Sjøgård Pettersen (en) : Helmer Hanssen
- Jonas Strand Gravli : Leif Dietrichson
- Fridtjov Såheim : Hjalmar Johansen
- Ole Andre Kaada : Oscar Wisting
- Ole Christopher Ertvaag : Hjalmar Riiser-Larsen
- Ted Otis : Lincoln Ellsworth
- Ida Ursin-Holm : Kristine "Kiss" Elisabeth Bennett
- Preben Hodneland : Fredrik Ramm (en)
- Herbert Nordrum : Kristian Prestrud
- Eirik Evjen : Paul Knudsen (no)
- Sondre Larsen : Gennadi Olonkine
- Elg Elgesem : Olav Bjaaland
- Torgny Gerhard Aanderaa : Harald Sverdrup
- Geoffrey Kirkness : Charles Bennett
- David Bark-Jones : Robert Falcon Scott
- Adrian Lukis : George Curzon, 1er marquis Curzon de Kedleston
- Přemysl Bureš : Robert Peary
- Luca Calvani : Umberto Nobile
- Vojtěch Kotek : Karl Feucht
- Kenneth Åkerland Bergas : Sverre Hassel
- Marius Lien : Oskar Omdal
- Endre Hellestveit : Peter Tessem (en)
- Bjørn Skagestad : Frøis Frøisland
- Jirí Mach : le roi Haakon VII
- Eva Alner Jizdna : la reine Maud
- Øystein Røger : Jens Amundsen (père de Roald Amundsen)

## Production
Le film a été tourné en Norvège, en Islande et en République tchèque. Il a été publié par la société suédoise SF Studios en Norvège, qui le distribuera également en Suède, au Danemark et en Finlande.

## Réception
Un mois avant la sortie du film, Variety rapporte qu'Amundsen (Voyage au bout de la Terre) devait « être la plus grande sortie norvégienne de 2019 ». Cependant, de nombreux « critiques norvégiens ont critiqué le film » en raison de sa richesse de détails et de sa mise au point peu profonde. Le film est également critiqué pour son apparente similitude avec des sections d'une biographie écrite par Tor Bomann-Larsen.
Bernhard Ellefsen, dans Morgenbladet, pense que « la meilleure chose à propos du film sur Roald Amundsen est que l'explorateur polaire apparaît comme quelque chose ressemblant au trou du cul qu'il était ».
Birger Vestmo, de NRK, a déclaré que, bien qu'il ait été magnifiquement filmé, les critiques pensent que les personnages représentés dans le film sont présentés comme trop froids et rigides pour s'engager.